# Grand Staircase-Escalante National Monument

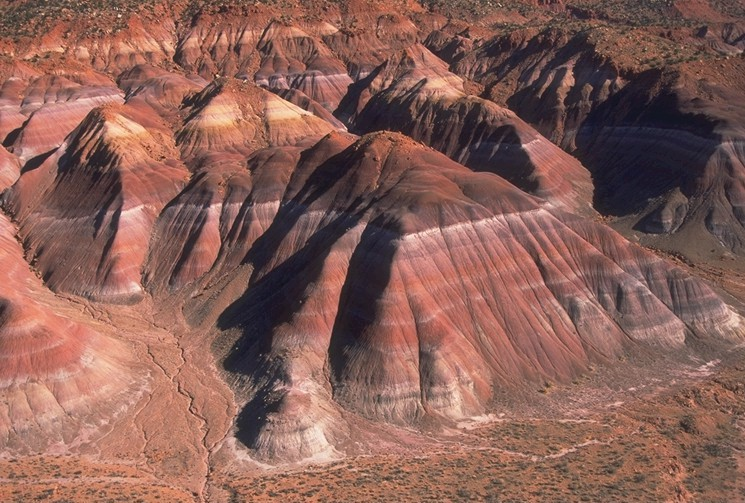
Grand Staircase-Escalante National Monument - panorama

Grand Staircase-Escalante National Monument je velkou přírodní rezervací na jihu státu Utah v USA. Má rozlohu 7571 km² a za národní pamětihodnost byla oficiálně prohlášena prezidentem Billem Clintonem v roce 1996.

## Paleontologie
Toto místo je známé také jako kraj plný paleontologických lokalit se zkamenělinami pozdně křídových dinosaurů. Od roku 2000 zde bylo objeveno velké množství fosilií starých asi 75 milionů let (svrchní křída), zejména ze sedimentů geologických souvrství Wahweap a Kaiparowits. Mezi významné objevy patří hadrosauridi druhů Gryposaurus monumentensis a Adelolophus hutchisoni nebo ceratopsidi rodů Kosmoceratops a Utahceratops.